# Gert Jõeäär
Gert Jõeäär, né le 9 juillet 1987 à Tallinn, est un coureur cycliste estonien.

## Biographie
En 2009, il fait partie de l'équipe estonienne Meridiana-Kalev Chocolate.
En 2010, il rejoint le CC Villeneuve Saint-Germain. Il est l'un des meilleurs amateurs roulant en France en 2012. Il est recruté pour la saison 2013 par l'équipe professionnelle française Cofidis.
En 2013, il gagne le classement général et une étape du Tour d'Estonie, sous les couleurs d'une sélection nationale estonienne. Il monte aussi sur la troisième marche du podium lors du  championnat d'Estonie du contre-la-montre.
La saison suivante, il s'adjuge les Trois Jours de Flandre-Occidentale après avoir endossé le maillot de leader de cette course lors du prologue. Plus tard dans la saison, Gert Jõeäär glane son premier titre de champion d'Estonie du contre-la-montre. Au deuxième semestre, il découvre les routes du Tour d'Espagne et termine l'épreuve ibérique en 152e position après avoir travaillé pour ses leaders.
Au cours de l'année 2015, il réalise le doublé lors championnats d'Estonie de cyclisme sur route. Il s'impose d'abord lors de l'épreuve contre-la-montre devant Silver Mäoma puis sur la course en ligne quelques jours plus tard.
En 2016, il s'adjuge pour la troisième fois consécutivement le maillot bleu, noir et blanc de champion d'Estonie du contre-la-montre. En fin d'année, son contrat avec l'équipe continentale professionnelle Cofidis n'est pas renouvelé.
Redevenu amateur en 2017 il remporte la seconde étape du Tour d'Estonie qu'il court sous les couleurs de son équipe nationale. Présent en juin aux championnats d'Estonie, il est dépossédé de son titre de champion du contre-la-montre par Silver Mäoma mais s'adjuge la course en ligne au sprint devant Alo Jakin.
Au cours de l'année 2018, il dispute une nouvelle fois les championnats d'Estonie sur route. À cette occasion, il monte sur la deuxième marche du podium lors de la course en ligne seulement battu par Mihkel Räim et se classe cinquième de l'épreuve contre-la-montre. Au cours de l'été, il remporte une victoire lors d'une course amateur à Pandivere devant Oskar Nisu et termine troisième du Baltic Chain Tour après s'être adjugé le prologue de cette course.
En 2019, il glane une médaille de bronze sur la course en ligne des Championnats d'Estonie sur route.
Au mois d'aout 2020, il termine second de la première étape du Baltic Chain Tour derrière Alo Jakin. Il endosse le maillot de leader de cette course dès le lendemain et remporte le classement général à l'issue de la troisième étape. Il est également sélectionné pour représenter son pays aux championnats d'Europe de cyclisme sur route organisés à Plouay dans le Morbihan. Il abandonne à plusieurs tours de l'arrivée lors de la course en ligne.

## Palmarès

### Palmarès sur route
- 2005
  - 3e étape du Tour de la région de Łódź
- 2006
  - 2e du Grand Prix des Grattons
  - 3e du championnat d'Estonie du contre-la-montre espoirs
  - 3e du championnat d'Estonie sur route espoirs
- 2007
  -  Champion d'Estonie du contre-la-montre espoirs
  - 6e épreuve du Circuit des plages vendéennes
  - 4e étape du Tour des Deux-Sèvres (contre-la-montre)
  - 3e du championnat d'Estonie sur route espoirs
- 2008
  -  Champion d'Estonie sur route espoirs
  -  Champion d'Estonie du contre-la-montre espoirs
- 2009
  - 2e du championnat d'Estonie sur route espoirs
  - 3e du championnat d'Estonie du contre-la-montre
  - 3e du Grand Prix de Tallinn-Tartu
- 2010
  - Prix des Trois Villages à Nivelle
  - Grand Prix de Villers-en-Cauchies
  - 3e du championnat d'Estonie du contre-la-montre
- 2011
  - Ronde du Canigou
  - Prix d'Onjon
  - Circuit des Vins du Blayais
  - 5e étape du Tour de la Manche
  - 1re étape des Boucles de la Marne
  - 4e étape de la Ronde de l'Oise
  - 2e du championnat d'Estonie du contre-la-montre
- 2012
  - Grand Prix du Pays d'Aix
  - Tour du Piémont Vosgien :
    - Classement général
    - 3e étape

  - 3e et 5e étapes du Tour de la Manche
  - 2e étape de la Ronde de l'Oise
  - Paris-Chauny
  - 4e étape du Tour de Seine-Maritime
  - 2e du Prix de Rantigny
  - 2e du Grand Prix de Vassivière
  - 2e du championnat d'Estonie sur route
  - 3e du Grand Prix de Soissons
  - 3e du Grand Prix de Villers-en-Cauchies
- 2013
  - Tour d'Estonie :
    - Classement général
    - 1reb étape (contre-la-montre)

  - 3e du championnat d'Estonie du contre-la-montre
- 2014
  -  Champion d'Estonie du contre-la-montre
  - Trois Jours de Flandre-Occidentale :
    - Classement général
    - Prologue

  - 2e du championnat d'Estonie sur route
- 2015
  -  Champion d'Estonie sur route
  -  Champion d'Estonie du contre-la-montre
- 2016
  -  Champion d'Estonie du contre-la-montre
- 2017
  -  Champion d'Estonie sur route
  - 2e étape du Tour d'Estonie
  - 2e du championnat d'Estonie du contre-la-montre
- 2018
  - Prologue du Baltic Chain Tour
  - 2e du championnat d'Estonie sur route
  - 3e du Baltic Chain Tour
- 2019
  - 3e du championnat d'Estonie sur route
- 2020
  - Baltic Chain Tour :
    - Classement général
    - 3e étape
- 2021
  -  Champion d'Estonie du critérium
- 2022
  - 3e du championnat d'Estonie sur route

### Résultats sur les grands tours

#### Tour d'Espagne
1 Participation
- 2014 : 152e

### Classements mondiaux
| Année           | 2006   | 2007 | 2008 | 2009 | 2010 | 2011 | 2012 | 2013 | 2014 | 2015 | 2016 | 2017 |
| --------------- | ------ | ---- | ---- | ---- | ---- | ---- | ---- | ---- | ---- | ---- | ---- | ---- |
| UCI Europe Tour | 1 332e |      | 974e | 356e | 790e | 426e | 342e | 65e  | 51e  | 279e | 486e | 304e |